# 이튼 패츠 실종사건
Etan Kalil Patz (1972년 10월 9일 ~ 1979년 5월 25일)은 1979년 5월 25일 로어 맨해튼 소호 지역의 스쿨버스 정류장으로 가던 중 실종된 6살의 미국 소년이다. 그의 실종은 실종 아동 추적을 위한 새로운 법안과 새로운 방법을 포함하는 실종 아동 운동 을 시작하는 계기가 되었다. 그가 사라진 지 몇 년 후, Patz는 1980년대 초의 "실종아동 우유팩" 캠페인에 등장한 첫 번째 어린이 중 하나였다. 1983년 로널드 레이건 대통령은 Etan의 실종 기념일인 5월 25일을 미국 의 전국 실종 아동의 날로 지정했다.
수십 년 후 피해 아동은 실종된 바로 그날 납치되어 살해된 것으로 판명되었다. 이 사건은 2010년 맨해튼 지방 검사 사무실에 의해 재수사되었다. 2012년에 FBI는 패츠 저택 근처에서 범죄 현장의 지하실을 발굴했지만 새로운 증거는 발견하지 못했다. 자백한 용의자 Pedro Hernandez는 그해 말에 2급 살인 과 1급 납치 혐의로 기소되어 기소되었다. 2014년 이 사건은 미란다 원칙을 고지받기 전에 이루어진 에르난데스의 진술이 재판에서 법적으로 허용되는지 여부를 결정하기 위해 일련의 청문회를 거쳤다. 그의 재판은 2015년 1월에 시작되어 5월 12명의 배심원 중 1명이 무죄를 선고받았다. 재심은 2016년 10월 19일에 시작되어 9일 간의 숙고 끝에 2017년 2월 14일 배심원단에 의해 에르난데스가 살인 및 납치 혐의로 유죄를 선고 받으면서 종료되었다. 에르난데스는 2017년 4월 18일 종신형을 선고 받았다.

## 실종
1979년 5월 25일 아침, 피해 아동은 113 Prince Street에 있는 아파트를 떠났고, West Broadway 와 Prince Street에서 학교 버스를 타기 위해 두 블록을 걸어갈 예정이었다. 그는 검은색 "미래 비행 기장" 조종사 모자, 파란색 코듀로이 재킷, 파란색 청바지, 형광 줄무늬가 있는 파란색 운동화를 착용했다. 그러나 피해 아동은 버스를 타지 않았다.
학교에서 피해 아동의 담임은 그의 결석을 알아차렸지만 교장에게 보고하지 않았다. 피해 아동이 방과 후 집에 돌아오지 않았을 때 그의 어머니는 경찰에 신고했다. 처음에 형사들은 Patzes를 용의자로 여겼지만 곧 판단을 철회했다. 그날 저녁 거의 100명의 경찰관과 블러드하운드 팀을 동원하여 강도 높은 수색이 시작되었으며 수색은 몇 주 동안 지속되었다. 수색팀은 도시를 수색함과 동시에 피해 아동의 얼굴이 담긴 실종 아동 포스터를 붙였지만 수사는 별다른 진척이 없었다.
피해 아동의 아버지는 전문 사진 작가였으며 피해 아동과 함께 찍은 여러 사진을 가지고 있었다. 피해 아동의 사진은 수많은 미아 포스터와 우유 팩에 인쇄되었으며, 또한 타임 스퀘어의 스크린에 투사되었다.

## 호세 라모스에 대한 고발
미국 연방 검사 스튜어트 R. 그라보이스는 1985년 해당 사건을 담당하게 되며 피해 아동의 전 베이비시터의 친구였으며 유죄 판결을 받은 아동 성범죄자 호세 안토니오 라모스를 주요 용의자로 지목했다. 1982년 여러 소년들이 그가 본인이 살고 있던 지역의 배수관으로 본인들을 유인하려 했다고 라모스를 고발했다. 경찰은 배수관을 수색하던 중 피해 아동을 닮은 어린 소년들과 라모스의 사진을 발견했다. 그라보이스는 라모스가 아동 성추행 사건과 연루되어 펜실베니아에서 구금되었다는 사실을 알게 되었다. 1990년에 그라보이스는 아동을 성적으로 학대한 라모스에 대한 사건을 기소하고 실종사건에 대한 추가 정보를 얻기 위해 펜실베니아 주 법무부 차관으로 전근하였다. 그라보이스와의 최초 심문에서 라모스는 피해아동이 실종된 날 자신이 강간을 목적으로 어린 소년을 아파트로 데려갔다고 증언했다. Ramos는 본인이 데려간 어린 소년이 나중에 텔레비전에서 본 그 소년임을 "90% 확신"한다고 진술했다. 그러나 라모스는 진술과정에서 피해아동의 이름을 언급하지 않았으며, 또한 그 소년을 시내로 가는 지하철에 태워 보냈다고 주장했다.
교도소 정보원은 그라보이스와 FBI 요원 메리 갈리건에게 1991년 라모스가 수감되어 있는 동안 라모스가 이튼 패츠에게 무슨 일이 일어났는지 알고 있다고 말했다고 말했다. Ramos는 Etan의 버스 정류장이 경로의 세 번째 버스 정류장이라는 것을 알고 있음을 나타내는 Etan의 스쿨 버스 노선 지도를 그리기까지 했다. 1999년 10월 21일 뉴욕 포스트는 실종 아동 특집에서 라모스가 이튼 패츠의 실종의 유력한 용의자라고 보도했다. Ramos는 Patz 가족에 의해 알려져 있었고 항상 유력한 용의자였지만 1980년대 초 당국은 라모스를 기소할 수 없었다.
피해 아동의 시신은 발견되지 않았으며 2001년 6월 19일 법적으로 사망한 것으로 선언되었다. 피해 아동의 부모는 2004년 라모스를 상대로 민사 소송을 진행하여 승소했다. 그들은 보상금으로 2백만 달러라는 상징적인 액수를 받았다. 라모스는 피해 아동을 살해한 혐의로 기소되지 않았다. 매년 피해 아동의 생일과 실종일마다 피해 아동의 아버지는 라모스에게 뒷면에 다음의 문구가 씌인 아들의 실종 아동 포스터 사본을 보냈다. "내 어린 아이에게 무슨 짓을 한 겁니까?"
라모스는 본인이 피해 아동을 살해했다는 혐의를 부인했다. 라모스는 아동 성추행 혐의로 펜실베니아 주 댈러스에 있는 주립 교도소에서 20년형을 선고받았다. 그는 2012년 11월 7일 석방되었으나, 석방된 직후 그는 Megan의 법칙 위반으로 체포되었다.
피해 아동의 부모는 2015년 Pedro Hernandez 재판을 통해 라모스가 아들의 죽음에 책임이 없음을 확인하자 그에 대한 2004년 판결을 기각했다.

## 수사 재개
맨해튼 지방검사인 Cyrus Vance, Jr. 는 2010년 5월 25일 공식적으로 사건을 재개했다. 2012년 4월 19일, 연방수사국 (FBI)과 뉴욕시 경찰국 (NYPD) 수사관은 피해 아동의 집 근처에 있는 127-B Prince Street의 SoHo 지하실을 발굴하기 시작했다. 이 저택은 1979년 피해 아동이 실종된 직후 새롭게 단장되었으며, 지하실은 핸디맨의 작업장과 보관 공간이었다. 4일 간의 수색 끝에 수사관들은 "결정적인 것은 아무것도 발견되지 않았다"고 발표했다.

### 자백
2012년 5월 24일, 뉴욕 경찰국장 레이몬드 켈리는 이튼의 실종에 연루된 한 남자가 구금되어 있다고 발표했다. 경찰 관계자는 이 남성이 뉴저지주 메이플 셰이드에 거주하는 51세의 페드로 에르난데스(Pedro Hernandez)라고 밝히고 에르난데스가 아이를 목 졸라 죽였음을 자백했다고 말했다. Hernandez는 경찰에 대한 서면 자백에서 "죄송하다. 제가 그를 공격했다."라고 진술했다. 해당 사건을 다룬 서적 <After Eten(2009)>에 따르면 당시 피해 아동은 1달러를 가지고 있었고 에르난데스의 부모에게 점심과 함께 마실 탄산음료를 살 예정이었다. 피해 아동의 실종 당시 에르난데스는 동네 보데 가에서 일하는 18세 편의점 직원이었다. 에르난데스는 나중에 피해 아동의 시신을 쓰레기통에 버렸다고 증언했다. 에르난데스는 2급 살인 혐의로 기소됐다. 2012년 5월 25일자 뉴욕타임즈 보도에 따르면 당시까지 경찰은 그의 자백을 뒷받침할 물리적 증거를 찾지 못했다.

### 확증 증거
2012년 뉴저지 출신의 호세 로페즈(Jose Lopez)는 자신의 처남인 에르난데스(Hernandez)에게 피해 아동의 실종에 혐의가 있다고 믿었기 때문에 수사관들에게 연락했다. 에르난데스의 누이인 니나 에르난데스와 뉴저지주 캠던의 로마 가톨릭 교회인 St. Anthony of Padua의 카리스마적 기독교 그룹의 지도자인 Tomas Rivera의 진술은 에르난데스가 동료 교구 신도들 앞에서 공개적으로 1980년대 초 본인이 이튼 패츠를 살해했음을 고백했었음을 암시한다. 에르난데스의 여동생은 그가 교회에서 고백한 것은 "공개된 가족의 비밀"이라고 주장했다. 뉴욕 대배심은 2012년 11월 14일 에르난데스를 2급 살인 및 1급 납치 혐의로 기소했다. 그의 변호사는 에르난데즈가 환각을 포함한 분열형 인격 장애 진단을 받았다고 밝혔다. 변호사는 또한 Hernandez가 "경계성 지능"에 속하는 약 70의 낮은 지능 지수 (IQ)를 가지고 있다고 주장했다.

### 재판과 유죄 판결
2012년 12월 12일 에르난데스는 뉴욕 법원에서 살인 2건과 납치 1건에 대해 무죄를 주장했다. 2013년 4월 Hernandez의 법률 구조 형사 변호인인 Harvey Fishbein은 Hernandez가 "미국에서 가장 악명 높은 아동 실종 사건 중 하나에 대한 자백은 거짓이며, 의심스러운 주장으로 가득 차 있으며, 거의 7시간의 경찰 심문 후에 이루어졌다"며 사건을 기각하기 위한 신청서를 제출했다. 다음 달에 뉴욕 대법원 판사 인 Maxwell Wiley는 증거가 "혐의를 뒷받침하기에 법적으로 충분하다"며 사건을 진행할 수 있다고 판결했다. 그는 또한 피고인의 진술이 재판에서 사용될 수 있는지 여부를 결정하기 위해 청문회를 명령했다.
2014년 9월 청문회는 경찰이 미란다 원칙을 낭독하기 전에 이루어진 Hernandez의 진술이 재판에서 법적으로 인정될 수 있는지 여부를 결정하기 위해 실시되었다. 해당 청문회는 그가 미란다 원칙을 고지 받기 전에 그가 자유롭게 떠날 수 있었는지 여부가 주요한 쟁점이 되었다. 청문회는 또한 Hernandez가 자신의 미란다 권리의 중요성을 이해하고 그가 그렇게 할 때 권리를 포기할 자격이 있는지 여부를 결정하려고 했다. 이는 Hernandez가 요점 이후에 한 진술이 재판에서 법적으로 허용되는지 여부를 결정하기 때문에 중요했다. 진술의 실제 진실 또는 거짓은 청문회의 초점이 아니었다. 진술의 진실성에 대한 질문은 2015년 1월 5일에 시작된 재판에서 논의되었다.
이 사건은 유죄 판결에 대해 11 대 1로 교착 상태 에 놓인 배심원에 의해 2015년 5월에 오심으로 이어졌습니다 . 재심은 2016년 10월 19일 뉴욕시 법원에서 시작되었으며 2017년 2월 배심원 심의가 이루어졌다. 2017년 2월 14일, Hernandez는 납치 및 중범죄로 유죄 판결을 받았다. 선고는 2월 28일로 예정돼 있었고 에르난데스는 25년형을 선고받았다. 그러나 Hernandez의 변호인단은 평결에 이의를 제기하기 위해 연기를 승인받았고 새로운 선고 날짜는 정해지지 않았다.
2017년 4월 18일, Hernandez는 최소 25년 간 가석방이 불가능한 종신형을 선고받았다.

## 여파
1983년, 이튼 패츠의 실종일인 5월 25일은 미국에서 전국 실종 아동의 날로 지정되었다. 2001년에 이는 전 세계로 전파되었다. 국제 실종 착취 아동 센터( International Center for Missing &amp; Exploited Children, ICMEC)는 국제 실종 아동의 날(International Missing Children's Day)을 지정함과 동시에 22개국에서 "집에 데려가도록 도와주세요" 캠페인을 진행하고 있다.
이든 패츠의 실종 사건에 대한 언론의 광범위한 관심은 아동 납치 문제에 대한 대중의 인식을 높이는 데 기여했다. 그 결과, 자녀가 학교에 걸어가도록 하는 부모가 줄어들고 실종 아동의 사진이 더 널리 배포될 수 있도록 제도적 개선이 이루어졌으며(예: 실종아동 우유팩 캠페인 등) 어린이에게 알려지지 않은 성인은 잠재적인 위험원으로 간주되어야 한다는 "위험한 낯선 사람" 개념이 널리 자리 잡았다.
1. ↑  In 2017, Pedro Hernandez was convicted of murdering Patz by strangulation. However, the location of Patz's body has never been discovered.
2. ↑  11-1 in favor of [유죄

## 더 읽어보기
- Cohen, Lisa R. (2009). 《After Etan: The Missing Child Case That Held America Captive》. Grand Central Publishing. ISBN 978-0-44658251-3.